# Гвидицоло
Гвидицоло (итал. Guidizzolo) је насеље у Италији у округу Мантова, региону Ломбардија.
Према процени из 2011. у насељу је живело 4782 становника. Насеље се налази на надморској висини од 64 м.

## Становништво
| 1936. | 1951. | 1961. | 1971. | 1981. | 1991. | 2001. | 2011. |
| ----- | ----- | ----- | ----- | ----- | ----- | ----- | ----- |
| 3.848 | 4.058 | 3.806 | 4.252 | 4.680 | 4.933 | 5.178 | 6.147 |